# Budd Schulberg
Budd Schulberg, pseudonimo di Seymour Wilson Schulberg (New York, 27 marzo 1914 – Quiogue, 5 agosto 2009), è stato uno sceneggiatore, scrittore e giornalista statunitense.

## Biografia
Ha vinto l'Oscar alla migliore sceneggiatura originale nel 1955 per il film Fronte del porto di Elia Kazan e ha scritto il romanzo di ambientazione hollywoodiana Perché corre Sammy? (1941).

## Opere
- Perché corre Sammy? (What Makes Sammy Run?, 1941), traduzione di Alfonso Geraci, Nota di Giuseppe Scaraffia, Collana La memoria n.649, Palermo, Sellerio, 2005, ISBN 978-88-389-2028-8.
  - Dove corri, Sammy?, trad. di Aldo Lupatini, Collana Romanzi d'oggi n.14, Milano, Garzanti, 1955.
- The Harder They Fall (1947)
  -  Il colosso d'argilla, traduzione di G. Boraso, Collana Attese n.13, 66th and 2nd, 2011, ISBN 978-88-965-3825-8.
  - Il colosso d'argilla, a cura di Carlo Rossi Fantinetti, Collana Romanzi d'oggi n.25, Milano, Garzanti, febbraio 1957.
- The Disenchanted (1950)
  -  I disincantati, traduzione di Vincenzo Mantovani, Collana Supercoralli, Torino, Einaudi, 1960. - Collana Einaudi Tascabili n.17, Einaudi, 1990-1997, ISBN 978-88-061-1725-2; Nota di Giuseppe Scaraffia, Collana La memoria n.714, Palermo, Sellerio, 2007, ISBN 978-88-389-2167-4.
  - Il palazzo d'argento, trad. di Marcella Hannau, Collana I Romanzi dell'Ambra n.8, Roma, Gherardo Casini Editore, 1951.
- Some Faces in the Crowd (1952)
  -  Un volto nella folla, traduzione di Silvia Lumaca, Collana Light, Fidenza, Mattioli 1885, 2022, ISBN 978-88-6261-849-6.
- Waterfront (1954)
  -  Fronte del porto, traduzione di Alfonso Geraci, Nota di Goffredo Fofi, Collana La memoria n.819, Palermo, Sellerio, 2010, ISBN 978-88-389-2483-5.
  - Fronte del porto, trad. di Carlo Rossi Fantinetti, Collana Romanzi moderni, Milano, Garzanti, 1956.
- Moving Pictures: Memoirs of a Hollywood Prince (1982)
- Sparring with Hemingway and Other Legends of the Fight Game (1995)

## Filmografia parziale
- I disincantati (City Without Men), regia di Sidney Salkow (1943)
- Fronte del porto (On the Waterfront), regia di Elia Kazan (1955)
- Il colosso d'argilla (The Harder They Fall), regia di Mark Robson (1957)
- Un volto nella folla (A Face in the Crowd), regia di Elia Kazan (1957)
- Il paradiso dei barbari (Wind Across the Everglades), regia di Nicholas Ray (1958)